# Cour municipale au Québec

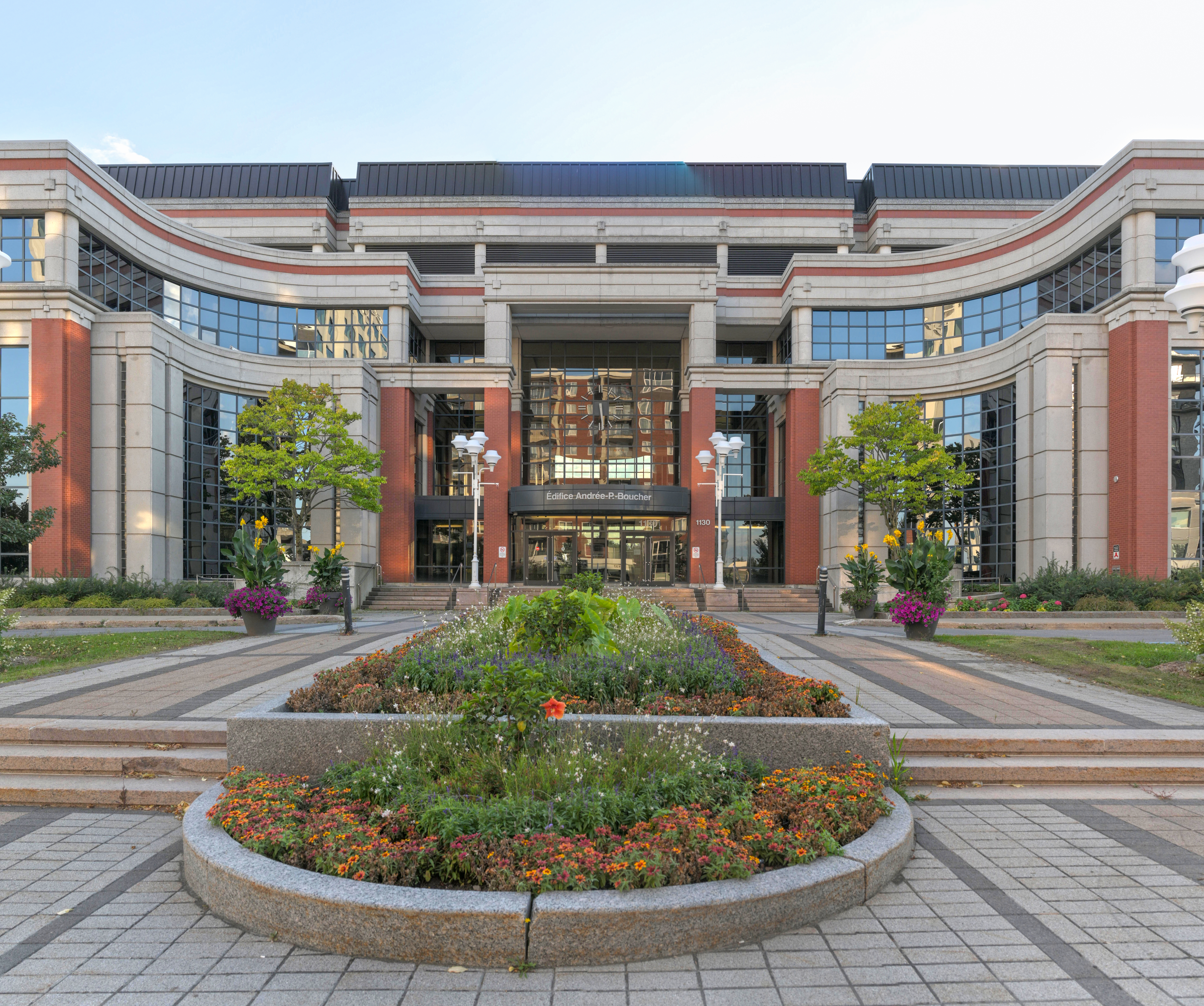
Cour municipale, Québec ville

Une cour municipale au Québec est un tribunal québécois responsable de trancher les litiges portant sur des infractions pénales et sur certains litiges civils entre les municipalités et les citoyens.
Il y a 88 cours municipales au Québec.

## Historique
Les premières cours municipales ont été créés au milieu du XIXe siècle. La Cour du recorder, ancêtre de la Cour municipale de Montréal, a été créé en 1851.

## Compétence
Les cours municipales ont deux sphères de compétence : les litiges civils avec la municipalité et certaines infractions pénales. En l'absence de cour municipales sur un territoire, c'est généralement la Cour du Québec qui entend les litiges.

### Compétence civile
La compétence civile des cours municipales est limitée aux litiges où un citoyen doit une somme d'argent à une municipalité. Ainsi, une cour municipale peut entendre un litige portant notamment sur le recouvrement de taxes, le paiement de frais (permis, tarif, etc.) ou tout autre somme d'argent prévue par un règlement municipal. Le litige peut aussi porter sur la taxe scolaire.
De même, lorsqu'une municipalité est locatrice d'un bien, elle peut poursuivre le locataire devant une cour municipale si la valeur du litige est de moins de 30 000 $.

### Compétence pénale
Les cours municipales ont trois types de compétence en matière de droit pénal.
Premièrement, les cours municipales peuvent entendre les poursuites pour des infractions à des règlements municipaux.
Deuxièmement, pour l'application de plusieurs lois québécoises, la poursuite peut avoir lieu devant une cour municipale. C'est le cas notamment des infractions au Code de la sécurité routière et de la Loi concernant la lutte contre le tabagisme.
Troisièmement, quelques cours municipales (celles de Montréal, Québec et Laval) peuvent entendre certaines poursuites en droit criminel canadien. Il s'agit des infractions les moins graves, c'est-à-dire des infractions punissables sur déclaration de culpabilité par procédure sommaire.

## Fonctionnement
Les municipalités sont responsables d'assurer les frais de fonctionnement des cours municipales. Elles peuvent toutefois[pas clair] conserver les amendes de certaines infractions.
Contrairement à la plupart des autres tribunaux québécois, les juges des cours municipales peuvent exercer à temps partiel, et donc, continuer leur carrière d'avocat. Toutefois, les juges des cours municipales de Montréal, Laval et Québec exercent à temps plein.

## Liste des cours
| Nom                                | Territoire | Année de création |
| ---------------------------------- | --- | ----------------- |
| Acton Vale                         | Acton (MRC) |                   |
| Alma                               | Lac-Saint-Jean-Est (MRC) |                   |
| M.R.C. Antoine-Labelle             | Antoine-Labelle (MRC), à l'exception de la ville de Mont-Laurier                                                              | 2013              |
| Asbestos                           | Les Sources (MRC) | (1993)            |
| M.R.C. d'Autray                    | D'Autray (MRC) |                   |
| Baie-Comeau                        | Manicouagan (MRC) |                   |
| M.R.C. de Bellechasse              | Bellechasse (MRC) et Les Etchemins (MRC), à l'exception des municipalités de Saint-Benjamin, Saint-Prosper et Saint-Zacharie. | 1994              |
| Beloeil                            | Beloeil, McMasterville et Saint-Basile-le-Grand                                                                               |                   |
| Blainville                         | |                   |
| Boisbriand                         | Boisbriand |                   |
| Candiac                            | Candiac et Sainte-Catherine                                                                                                   |                   |
| Chambly                            | Chambly, Richelieu, Carignan et Saint-Mathias-sur-Richelieu                                                                   |                   |
| Châteauguay                        | Châteauguay, Mercier, Léry, Beauharnois et Saint-Isidore                                                                      |                   |
| Chibougamau                        | Municipalité de la Baie-James et Chibougamau                                                                                  |                   |
| Coaticook                          | |                   |
| M.R.C. des Collines-de-l Outaouais | |                   |
| M.R.C. Côtes de Beaupré            | |                   |
| Cowansville                        | |                   |
| Deux-Montagnes                     | Deux-Montagnes, Oka, Pointe-Calumet, Saint-Eustache, Sainte-Marthe-sur-le-Lac, Saint-Joseph-du-Lac et Saint-Placide           |                   |
| Dolbeau-Mistassini                 | |                   |
| Donnacona                          | |                   |
| Drummondville                      | |                   |
| East Angus                         | |                   |
| Gatineau                           | |                   |
| Granby                             | |                   |
| Îles-de-la-Madeleine               | |                   |
| Joliette                           | |                   |
| L'Assomption                       | |                   |
| M.R.C. de L'Islet                  | |                   |
| La Pocatière                       | |                   |
| La Prairie                         | |                   |
| La Tuque                           | |                   |
| Lac-Mégantic                       | |                   |
| Lachute                            | |                   |
| Laval                              | Laval |                   |
| M.R.C. Le Haut-Saint-Laurent       | |                   |
| Lévis                              | |                   |
| Longueuil                          | Agglomération de Longueuil |                   |
| M.R.C. de Lotbinière               | |                   |
| Magog                              | |                   |
| M.R.C. de Marguerite-D'Youville    | |                   |
| Mascouche                          | |                   |
| M.R.C. de Maskinongé               | |                   |
| M.R.C. de Matawinie                | |                   |
| M.R.C. de Mékinac                  | |                   |
| Mirabel                            | |                   |
| M.R.C. de la Mitis                 | |                   |
| Mont-Saint-Hilaire                 | |                   |
| Mont-Tremblant                     | | 2005              |
| M.R.C. de Montcalm                 | |                   |
| Montmagny                          | |                   |
| Montréal                           | | 1851              |
| Nicolet                            | |                   |
| Plessisville                       | |                   |
| Princeville                        | |                   |
| Québec                             | Québec (ville), L'Ancienne-Lorette et Saint-Augustin-de-Desmaures                                                             |                   |
| Repentigny                         | |                   |
| Rimouski                           | |                   |
| Rivière-du-Loup                    | |                   |
| Roberval                           | |                   |
| Rosemère                           | Rosemère et Lorraine |                   |
| Saguenay                           | |                   |
| Saint-Césaire                      | |                   |
| Saint-Constant                     | |                   |
| Saint-Félicien                     | |                   |
| Saint-Georges                      | |                   |
| Saint-Hyacinthe                    | |                   |
| Saint-Jean-sur-Richelieu           | |                   |
| Saint-Jérôme                       | |                   |
| Saint-Raymond                      | |                   |
| Saint-Rémi                         | |                   |
| Sainte-Adèle                       | |                   |
| Sainte-Agathe-des-Monts            | |                   |
| Sainte-Marie                       | |                   |
| Sainte-Thérèse                     | |                   |
| Salaberry-de-Valleyfield           | |                   |
| Sept-Îles                          | |                   |
| Shawinigan                         | |                   |
| Sherbrooke                         | |                   |
| Sorel-Tracy                        | |                   |
| Terrebonne                         | |                   |
| Thetford Mines                     | |                   |
| Trois-Rivières                     | |                   |
| Val-d'Or                           | |                   |
| M.R.C. du Val-Saint-François       | Le Val-Saint-François (MRC)                                                                                                   | 1995              |
| M.R.C. de Vaudreuil-Soulanges      | |                   |
| Victoriaville                      | |                   |
| Waterloo                           | |                   |